# 柴山博
柴山 博（しばやま ひろし、1897年（明治30年）5月9日 - 1991年（平成3年）12月29日）は、日本の鉄道・内務官僚、弁護士。官選鹿児島県知事。

## 経歴
愛知県出身。柴山重幸の長男として生まれる。第八高等学校を卒業。1920年10月、高等試験行政科試験に合格。1921年、東京帝国大学法学部法律学科（独法）を卒業。鉄道省に入り鉄道局副参事となる。1924年、内務省に転じ復興局勤務となる。
以後、宮崎県事務官、埼玉県事務官、新潟県書記官・学務部長、茨城県書記官・経済部長、徳島県書記官・警察部長、山梨県書記官・総務部長、神奈川県書記官・総務部長、内務省勅任監査官などを歴任。
1943年4月、鹿児島県知事に就任。戦時下の対応に尽力。1945年4月、知事を退任し翌月に退官。公職追放となり、その後、弁護士を開業した。

## 親族
- 岳父: 棚橋源太郎（博物学者、東京博物館初代館長）
- 子息: 棚橋泰（運輸官僚）[2]

## 関連文献
- 柴山肇『内務官僚の栄光と破滅』勉誠出版、2002年。